# Commission scolaire du Val-des-Cerfs
 (septembre 2020).
Pour les raisons suivantes :
- Les commissions scolaires québécoises étaient une forme de gouvernement local composé de commissaires élus et disposant de pouvoirs de taxation. Leur admissibilité dans Wikipédia est bien établie.
- Par contre, les centres de service scolaires sont plutôt des centres administratifs relevant du ministère de l'Éducation. Leur mode de gestion et leurs pouvoirs sont différents de ceux des commissions scolaires. Leur admissibilité selon les critères de Wikipédia n'a pas encore été démontrée.
- Vu leur nature différente, les éventuels articles sur les centres de services scolaires devraient être distincts de ceux des commissions scolaires, et non des renommages de ceux-ci.
- Les contributeurs sont invités à discuter de ce sujet sur Discussion Projet:Québec.

La commission scolaire du Val-des-Cerfs est une ancienne commission scolaire québécoise.
Elle résulte de la réforme de 1998 qui a engendré la fusion des commissions scolaires Des Cantons, Des Rivières et Davignon,. 
Elle est abolie le 15 juin 2020, et remplacée par un Centre de services scolaire desservant la région de La Haute-Yamaska et de Brome-Missisquoi à l'Estrie (Québec). 

## Établissements
Le centre de services scolaire du Val-des-Cerfs comporte 46 établissements. Le territoire du centre de services scolaires a été divisé en cinq districts :

### Écoles primaires (35)

#### Districts 1 et 2
- École de L'Assomption, (Granby)
- École Ave Maria, (Granby)
- École de l'Étincelle, (Granby)
- École des Bâtisseurs (Granby)
- École du Phénix, (Granby)
- École Eurêka, (Granby)
- École Joseph-Poitevin, (Granby)
- École Roxton Pond, (Roxton Pond)
- École Saint-André, (Granby)
- École Saint-Bernard, (Granby)
- École Saint-Jean, (Granby)
- École Saint-Joseph, (Granby)
- École Sainte-Cécile, (Sainte-Cécile-de-Milton)
- École Sainte-Famille, (Granby)

#### District 3

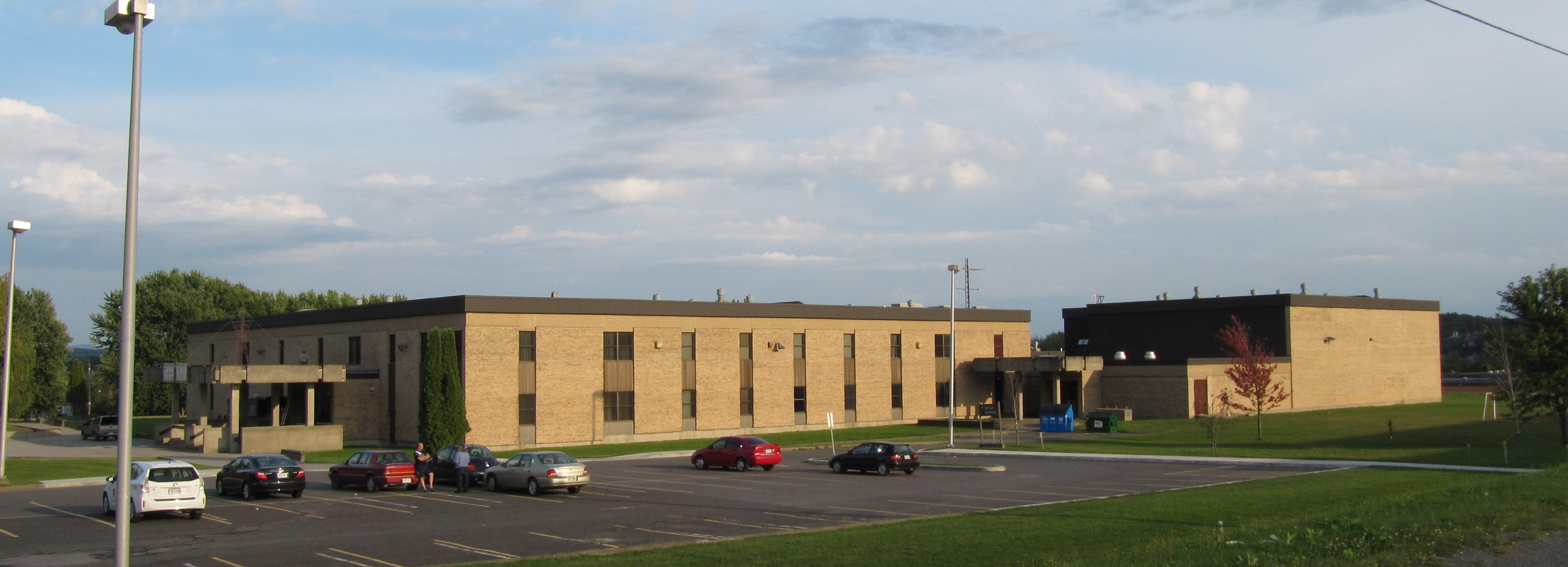
L'école secondaire Wilfrid-Léger à Waterloo

- École Centrale, (Saint-Joachim-de-Shefford)
- École de l'Orée-des-Cantons, (Waterloo)
- École Saint-Vincent-Ferrier, (Bromont)
- École de la Chantignole, (Bromont)
- École Saint-Édouard, (Lac-Brome)

#### District 4
- École de la Moisson-d'Or, (Saint-Alphonse-de-Granby)
- École Notre-Dame-de-Lourdes, (Saint-Armand)
- École du Premier-Envol, (Bedford)
- École Mgr-Desranleau, (Bedford)
- École Mgr-Douville, (Farnham)
- École Saint-Romuald, (Farnham)
- École Saint-Jacques, (Farnham)
- École Saint-Joseph, (Notre-Dame-de-Stanbridge)

#### District 5
- École Saint-François-d'Assise, (Frelighsburg)

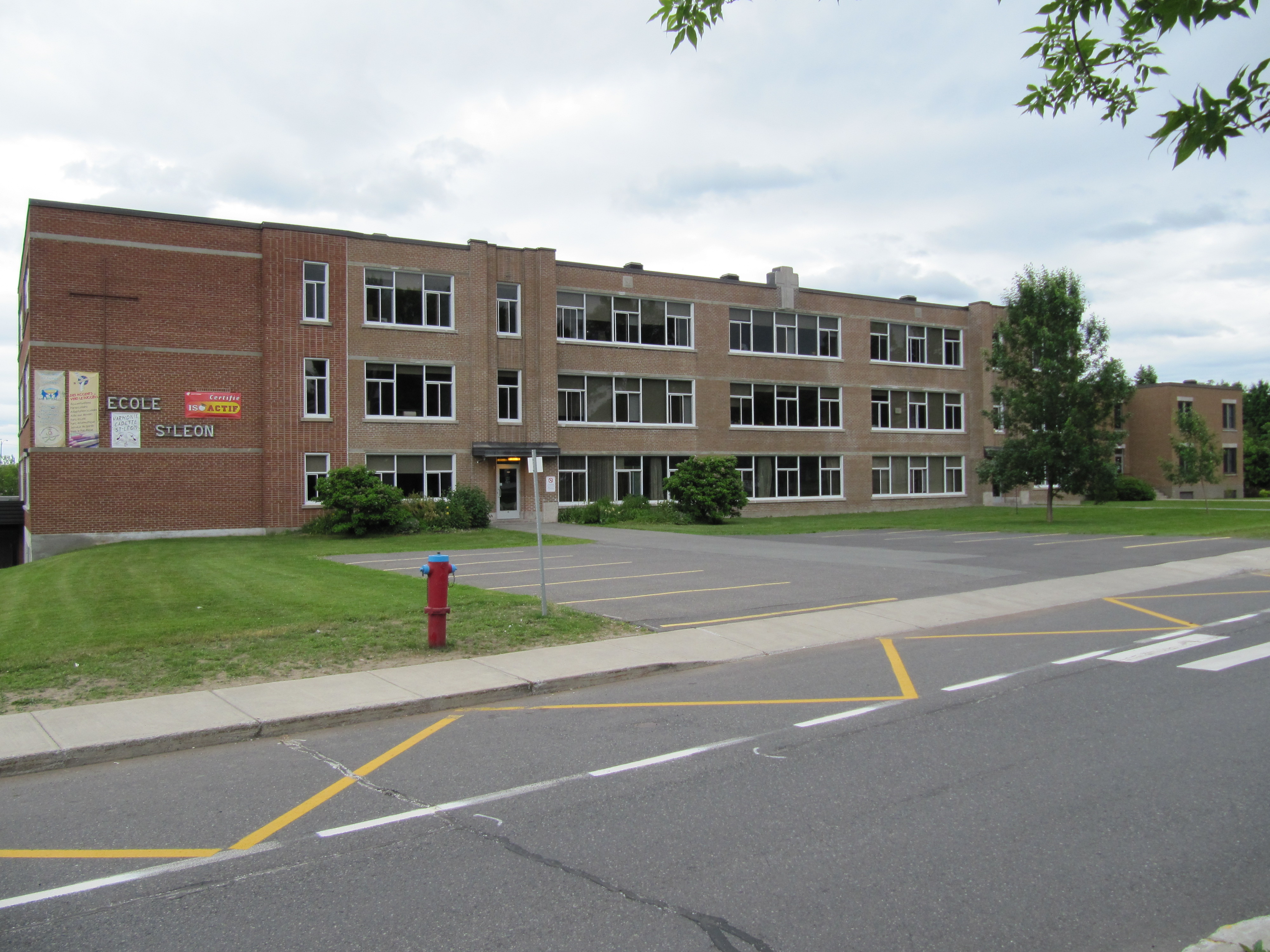
L'école primaire Saint-Léon à Cowansville

- École de la Clé-des-Champs, (Dunham)
- École Sutton, (Sutton)
- École Curé-A.-Petit, (Cowansville)
- École Saint-Léon, (Cowansville)
- École Sainte-Thérèse, (Cowansville)

### Écoles secondaires (7)

#### District 1
- École de la Haute-Ville, (Granby)

#### District 2
- École Joseph-Hermas-Leclerc, (Granby)
- École L'Envolée, (Granby)

#### District 3
- École Wilfrid-Léger, (Waterloo)

#### District 4
- École Jean-Jacques-Bertrand, (Farnham)
- École Mgr-Desranleau, (Bedford)

#### District 5
- École Massey-Vanier, (Cowansville)

### Centres de formation professionnelle (2)
- Campus de Brome-Missisquoi (CBM), (Cowansville). Anciennement connu sous le Centre d'éducation des adultes et de formation professionnelle, renommé en 2008 lors des agrandissements[5].
- Centre régional intégré de formation (CRIF), (Granby). Inauguré en 1967[6].